# Дмитриев, Анатолий Васильевич
Анато́лий Васи́льевич Дми́триев (31 октября 1934, Пенза — 2 сентября 2018, Москва) — советский и российский социолог и политолог, один из основателей российской конфликтологической науки. Кандидат исторических наук (1963), доктор философских наук (1973), профессор. Индекс Хирша — 35.
Член-корреспондент Российской академии наук с 31 марта 1994 года по Отделению общественных наук (социология). Почётный президент Российской ассоциации политической науки. Почётный доктор Института социологии РАН

## Биография
В 1958 году окончил исторический факультет ЛГУ. 
С 1959 года работал преподавателем общественных дисциплин в Пензе и Ленинграде. 
В 1963 году в ЛГУ имени А. А. Жданова защитил диссертацию на соискание учёной степени кандидата исторических наук по теме «„Антитрестовская“ политика правительства США 1901—1908 гг.».
В 1973 году в ЛГУ имени А. А. Жданова защитил диссертацию на соискание учёной степени доктора философских наук по теме «Предмет, методы и проблемы американской политологии: критический анализ концепций») (специальность 09.00.02 — теория научного коммунизма).
С 1980 года в Москве (Институт марксизма-ленинизма). В 1986—1994 годах — главный редактор журнала «Социологические исследования». Заместитель академика-секретаря Отделения общественных наук РАН.
В 1994—1997 годах — президент РАПН. Главный научный сотрудник Института философии РАН, профессор факультета национальной экономики АНХ при Правительстве РФ.
Главный редактор журнала «Социология образования», руководитель Центра конфликтологии РАН и исследовательской группы «Социология миграционных процессов» Института социологии РАН.

## Область научных интересов
- политическая и юридическая конфликтология,
- социология конфликтов

## Труды
С работами А. В. Дмитриева можно ознакомиться на официальном сайте Института социологии РАН (ко многим есть полный текст)
- Мигранты в Москве. Проблемы адаптации: монография / А. В. Дмитриев, И. М. Кузнецов, В. Ю. Леденева, Е. А. Назарова. — М.: Альфа-М.- 2014. 144 с.
- Согласие в обществе как условие развития России. Вып. 3. Политическое согласие : Стратегии и реальность / Отв. ред. О. М. Михайленок. — М.: ИС РАН, 2013. — 293 с.
- Контуры социально-политического согласия по вопросам развития России / Отв. ред. О. М. Михайленок. — М.: ИС РАН, 2012. — 371 с.
- Дмитриев А. В., Пядухов Г.А. Мигранты в новой среде: практики взаимодействия / А. В. Дмитриев, Г. А. Пядухов. — М.:Альфа-М, 2011. — 96с.
- Дмитриев А. В, Назарова Е. А. Миграционные проблемы Москвы. Социологические очерки / А. В. Дмитриев, Е. А. Назарова. — М. : Альфа-М, 2011.-96 с.
- Социальные факторы консолидации Российского общества: социологическое измерение / Под ред. чл.-корр. РАН М. К. Горшкова. М., Новый хронограф, 2010. — 256 с.
- Дмитриев А. В. Конфликтология: учебник / А. В. Дмитриев. — Изд. 3-е, перераб. — М.: Альфа-М; ИНФРА-М, 2009. — 336 с.
- Мигранты в социокультурном пространстве региона. Социологические очерки / Под ред. чл.-корр. РАН М. К. Горшкова. — М.: Альфа-М, 2009. — 176 с.
- Дмитриев А. В. Миграция. Конфликтное измерение. — М.: Альфа-М, 2006. — 432 с.
- Дмитриев А.В. Социология юмора: Очерки. — М., 1996. — 214 c.

## Награды
- Премия имени М. М. Ковалевского РАН (совместно с академиком В. Н. Кудрявцевым) (2003)